# Covella Ruffo
(Ferrante della Marra, Discorsi delle famiglie estinte, forastiere, o non comprese ne' Seggi di Napoli, imparentate colla Casa della Marra, Napoli, Ottavio Beltrano, 1641, p. 335)
Covella Ruffo (in francese Cambelle Ruffo; fine XIV secolo/inizio XV secolo – ottobre 1445) è stata una nobile italiana, duchessa di Sessa, 7ª contessa di Montalto e 5ª di Corigliano, e signora di Acerenza, Aliano, Bovalino, Briatico, Caloveto, Campora, Cariati, Casalbuono, Corleto, Crosia, Fuscaldo, Lovonio, Misiano, Motta di Filocastro, Paola, Rapone, Roccasteti, Rossano, Ruvo, San Maurello, Scala, Seminara e Vertini.

## Biografia
Covella Ruffo nacque tra la fine del XIV secolo e l'inizio del XV secolo da Carlo Ruffo, del ramo di Montalto, e Ceccarella Sanseverino. Aveva una sorella maggiore di nome Polissena. La sua famiglia possedeva vari feudi situati su gran parte della Calabria e della Basilicata e godeva di una certa supremazia presso la corte del Regno di Napoli, in quanto imparentata con la casata reale degli Angiò-Durazzo.
Tra il 1417 ed il 1420 sposò Giovanni Antonio Marzano, dal quale ebbe un unico figlio, Marino Marzano, futuro grande ammiraglio del Regno. Nel 1420, morta la sorella Polissena, Covella ne ereditò i feudi.
Covella, nobildonna crudele ed insensibile, odiata da gran parte della popolazione del reame, nel 1432 ordì una congiura contro il gran siniscalco Sergianni Caracciolo, che lo portò alla morte il 19 di agosto, e, in accordo con la cugina sovrana Giovanna II d'Angiò-Durazzo, ne fece arrestare il suo unico figlio maschio Troiano e varie persone del suo partito. Con tale assassinio si ridefinirono gli equilibri a corte e Covella acquisì un enorme potere, finendo per influenzare decisivamente le scelte politiche della stessa sovrana.
Covella, inimicatasi col consorte Giovanni Antonio Marzano, col quale non aveva mai vissuto un vero e proprio rapporto amoroso, convinse la regina ad assediarlo col suo esercito nel ducato di Sessa. Al termine di una lunga e problematica trattativa, riuscì nel 1432 a spartirsi il governo del feudo con Gil Çacirera, uomo fidato di Alfonso V d'Aragona, erede al trono adottato dalla regina.
Il 1º marzo 1434 ella sposò Carlo IV d'Angiò, conte del Maine; il matrimonio era frutto di una strategia politica della madre dello sposo, Violante d'Aragona, per rinsaldare intorno agli Angiò il sostegno dei nobili partenopei. La dote di Covella Ruffo comprendeva il titolo imperiale di conte di Montalto nonché numerosi feudi nel napoletano.
Nel maggio 1444 Covella rafforzò il suo legame con la Corona facendo sposare il figlio Marino con Eleonora d'Aragona, figlia di Alfonso V.
Covella morì nell'ottobre 1445 e con lei si estinse il ramo dei Ruffo di Montalto, in quanto ne costituiva l'ultimo membro, ed il figlio Marino ne ereditò l'intero patrimonio feudale.

## Ascendenza
|                                    |                    |                        | Genitori            |  |  | Nonni |  |  | Bisnonni    |  |  | Trisnonni      |  |
|                                    |                    |                        |                     |  |  |       |  |  | Carlo Ruffo |  |  | Giovanni Ruffo |  |
|                                    |                    |                        |                     |  |  |       |  |  | Carlo Ruffo |  |  | Giovanni Ruffo |  |
|                                    |                    | ?                      |                     |  |  |       |  |  | Carlo Ruffo |  |  |                |  |
| Antonio Ruffo                      |                    |                        |                     |  |  |       |  |  | Carlo Ruffo |  |  |                |  |
|                                    |                    | Giovanna Sanseverino   | Roberto Sanseverino |  |  |       |  |  |             |  |  |                |  |
|                                    |                    | Giovanna Sanseverino   | Roberto Sanseverino |  |  |       |  |  |             |  |  |                |  |
|                                    |                    | Giovanna Sanseverino   | Jacopa di Bosco     |  |  |       |  |  |             |  |  |                |  |
| Carlo Ruffo                        |                    | Giovanna Sanseverino   |                     |  |  |       |  |  |             |  |  |                |  |
|                                    |                    | Enrico Sanseverino     | Ruggero Sanseverino |  |  |       |  |  |             |  |  |                |  |
|                                    |                    | Enrico Sanseverino     | Ruggero Sanseverino |  |  |       |  |  |             |  |  |                |  |
|                                    |                    | Enrico Sanseverino     | Giovanna d'Aquino   |  |  |       |  |  |             |  |  |                |  |
| Giovanna "Giovannella" Sanseverino |                    | Enrico Sanseverino     |                     |  |  |       |  |  |             |  |  |                |  |
|                                    |                    | ?                      | ?                   |  |  |       |  |  |             |  |  |                |  |
|                                    |                    | ?                      | ?                   |  |  |       |  |  |             |  |  |                |  |
|                                    |                    | ?                      | ?                   |  |  |       |  |  |             |  |  |                |  |
| Covella Ruffo                      |                    | ?                      |                     |  |  |       |  |  |             |  |  |                |  |
|                                    | Jacopo Sanseverino | Tommaso Sanseverino    |                     |  |  |       |  |  |             |  |  |                |  |
|                                    | Jacopo Sanseverino | Tommaso Sanseverino    |                     |  |  |       |  |  |             |  |  |                |  |
|                                    | Jacopo Sanseverino | Sveva d'Avezzano       |                     |  |  |       |  |  |             |  |  |                |  |
| Ugo Sanseverino                    | Jacopo Sanseverino |                        |                     |  |  |       |  |  |             |  |  |                |  |
|                                    |                    | Margherita Chiaramonte | ?                   |  |  |       |  |  |             |  |  |                |  |
|                                    |                    | Margherita Chiaramonte | ?                   |  |  |       |  |  |             |  |  |                |  |
|                                    |                    | Margherita Chiaramonte | ?                   |  |  |       |  |  |             |  |  |                |  |
| Ceccarella Sanseverino             |                    | Margherita Chiaramonte |                     |  |  |       |  |  |             |  |  |                |  |
|                                    |                    | ?                      | ?                   |  |  |       |  |  |             |  |  |                |  |
|                                    |                    | ?                      | ?                   |  |  |       |  |  |             |  |  |                |  |
|                                    |                    | ?                      | ?                   |  |  |       |  |  |             |  |  |                |  |
| ?                                  |                    | ?                      |                     |  |  |       |  |  |             |  |  |                |  |
|                                    |                    | ?                      | ?                   |  |  |       |  |  |             |  |  |                |  |
|                                    |                    | ?                      | ?                   |  |  |       |  |  |             |  |  |                |  |
|                                    |                    | ?                      | ?                   |  |  |       |  |  |             |  |  |                |  |
|                                    |                    | ?                      |                     |  |  |       |  |  |             |  |  |                |  |

## Discendenza
Covella Ruffo si sposò tra il 1417 ed il 1420 con Giovanni Antonio Marzano, dal quale ebbe un unico figlio, Marino Marzano.
Nel 1433 ebbe dal secondo marito Carlo d'Angiò un figlio, Jean Louis Marin, che però morì infante.